# Louxor
Pour les articles homonymes, voir Louxor (homonymie).
Ne doit pas être confondu avec Temple d'Amon (Louxor) ou Gouvernorat de Louxor.
Louxor ou Louqsor, en arabe : الأقصر / al-uqṣur, est une ville située sur la rive droite du Nil, en Haute-Égypte, située à environ 700 km au sud du Caire et à environ 300 km au nord d'Assouan. Selon le recensement de 2006, c'est à présent une ville de 429 000 habitants — qui vivent tous directement ou indirectement du tourisme —, ce qui la place au neuvième rang des villes égyptiennes.
Louxor est la ville moderne qui jouxte au sud la cité antique de Thèbes. Le temple d'Amon, relié à celui de Karnak par un dromos, longue allée bordée de sphinx, fut érigé au XIVe siècle av. J.-C., sous le règne d'Amenhotep III. Il fut modifié par la suite par Ramsès II, qui y ajouta notamment six statues monumentales et deux obélisques, offerts à la France en 1831, dont l'un orne depuis la place de la Concorde à Paris.
Louxor, avec plus de quatre millions de visiteurs par an, est l'une des villes les plus touristiques d'Égypte.

## Géographie
Louxor fait partie du gouvernorat de Louxor. La ville est située sur la rive droite du Nil à 165 km à l'ouest de la mer Rouge, 700 km au sud du Caire et à environ 300 km au nord d'Assouan.
Les eaux du Nil forment une zone fertile d'environ dix kilomètres en largeur, terminée à l'est du fleuve par le désert Arabique et à l'ouest par le désert Libyque. En revanche, au nord de la ville, le désert Libyque s'étend presque jusqu'aux rives du Nil.

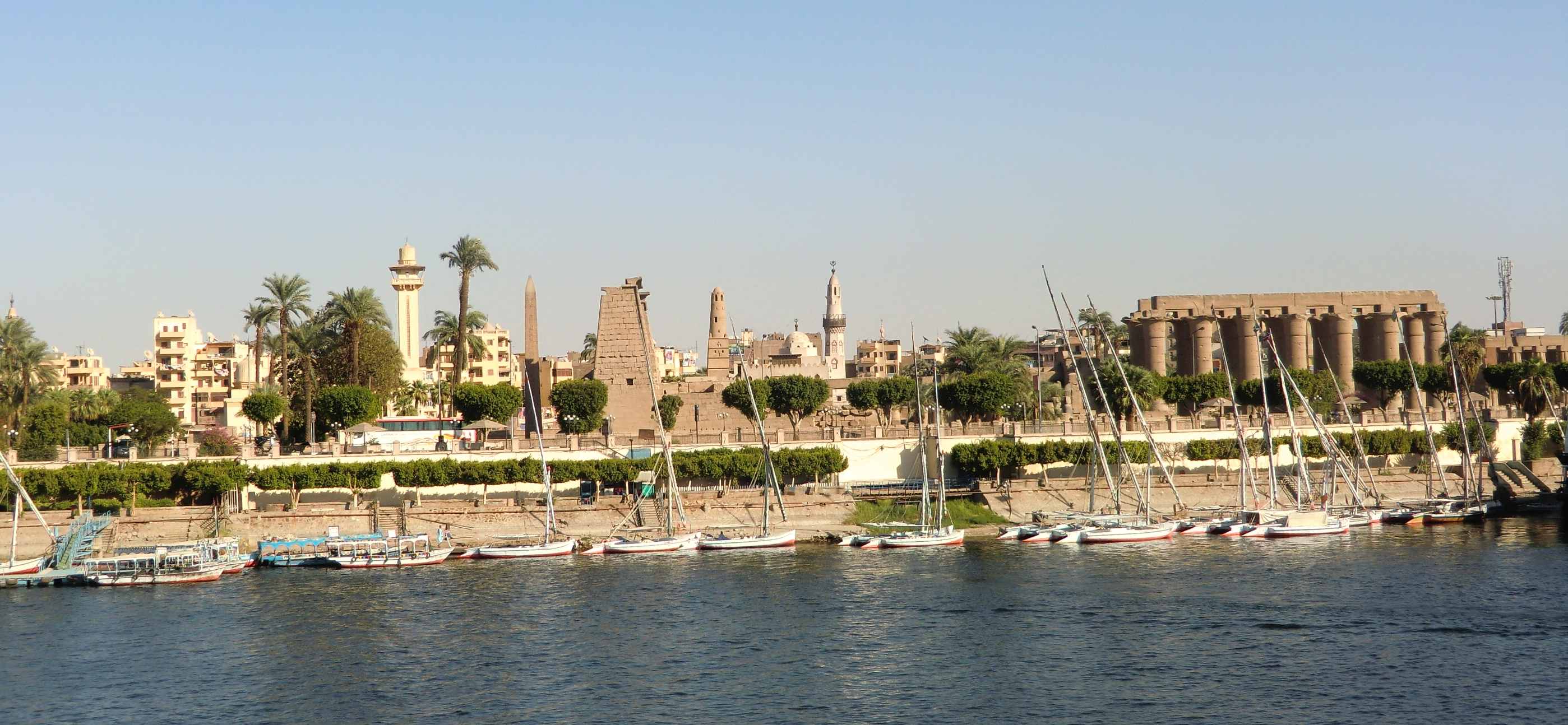
Le temple vu depuis le Nil.

## Histoire

### Antiquité
L'histoire de la ville s'étale sur plus de quatre millénaires. Dans l'Antiquité, Thèbes fut à plusieurs reprises la capitale de l'Égypte, tout d'abord vers 2040 avant notre ère, lorsque le pharaon Montouhotep II réunifie le pays, puis sous le Nouvel Empire, période d'âge d'or de la civilisation égyptienne antique. C'est à cette époque qu'est construite la vallée des Rois.
Tout au long de son histoire, la ville a eu différents noms. Les anciens Égyptiens l'appelaient Uast, ce qui signifiait « sceptre »[réf. nécessaire]. Les Grecs l'appelaient Thèbes en raison de sa ressemblance avec la ville grecque. Plus tard, les Arabes l'ont baptisée Louxor ou « palais aux mille portes ».

### De nos jours
Aujourd'hui, la ville est l'une des plus importantes d'Égypte.

## Archéologie
En avril 2018, un sanctuaire dédié à Osiris, datant de la XXVe dynastie, a été découvert dans le temple de Karnak.
En octobre 2019, des archéologues égyptiens dirigés par Zahi Hawass ont dévoilé deux sites archéologiques appartenant à une ancienne « zone industrielle », munie de trente ateliers, qui aurait servi à la fabrication d'objets décoratifs, de meubles et de poteries pour les tombeaux royaux. La mission archéologique a également dévoilé trente sarcophages en bois de près de 3 000 ans qui ont été découverts dans la nécropole d'El-Assasif.

## Économie
La ville vit principalement du tourisme grâce à une importante concentration de monuments antiques représentés notamment par les temples d'Amon et de Karnak situés dans la ville mais aussi par la nécropole thébaine située sur la rive occidentale du Nil.

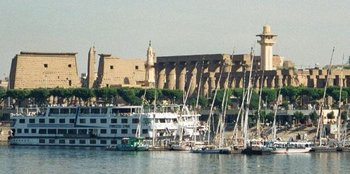
Le temple de Louxor vu du Nil.
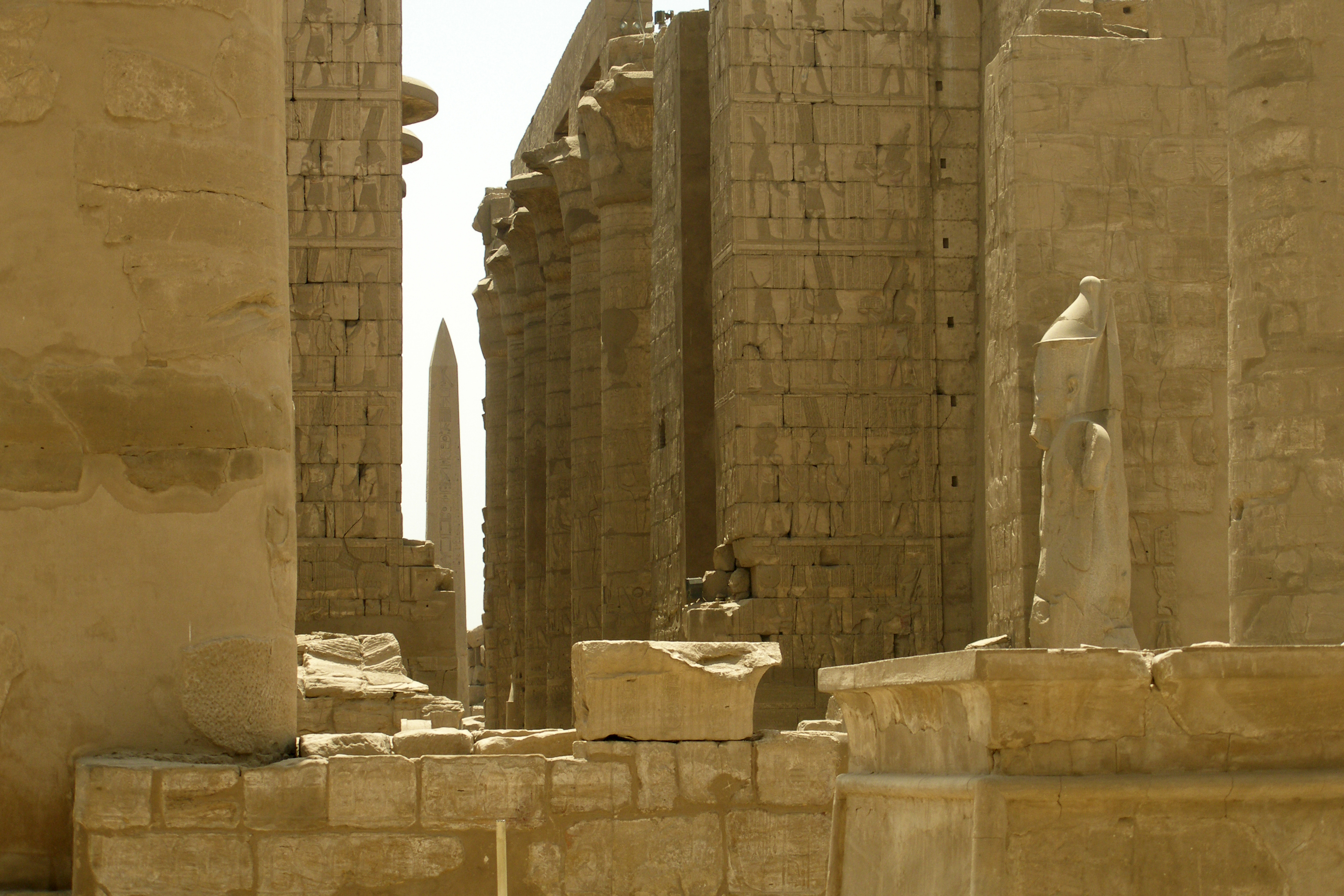
Temple de Karnak.
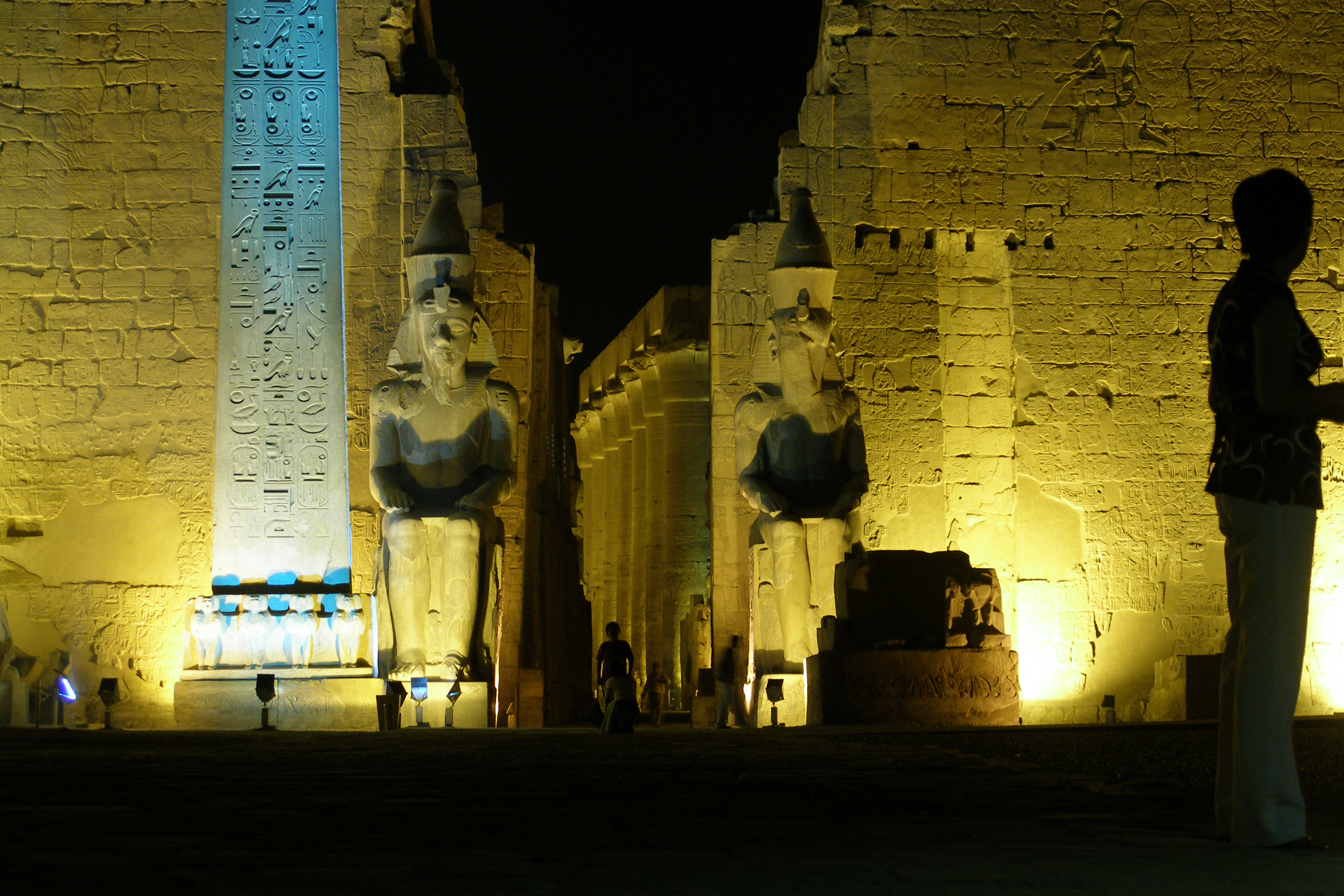
Temple de Louxor.

## Transport
Une ligne de chemin de fer relie, par le Nord, Louxor à Qena, capitale du gouvernorat qui dirigeait Louxor avant 2010. Elle se prolonge au sud jusqu'à Assouan, tout en longeant la rive orientale du Nil.
À dix kilomètres au sud-ouest, un pont routier près de Aḑ Ḑabīyah relie les deux rives du Nil.
En 2024 a été inauguré par le général de division Samir Farag un pont routier de 2 fois 3 voies situé à 7 km au nord-est de la ville. Cette infrastructure routière relie la route orientale du désert à la route occidentale d'Assouan et contribue également à desservir le trafic touristique depuis l'aéroport international de Louxor, à l'est du Nil, jusqu'aux zones archéologiques situées à l'ouest.
L'aéroport international de Louxor se situe à sept kilomètres au sud-est du centre-ville.
Des débarcadères pour bateaux de croisière se trouvent au sein de la ville, le long de la rive occidentale.

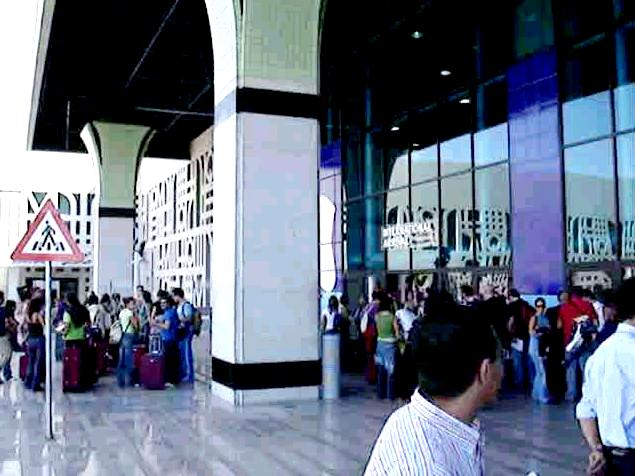
Aéroport international de Louxor.
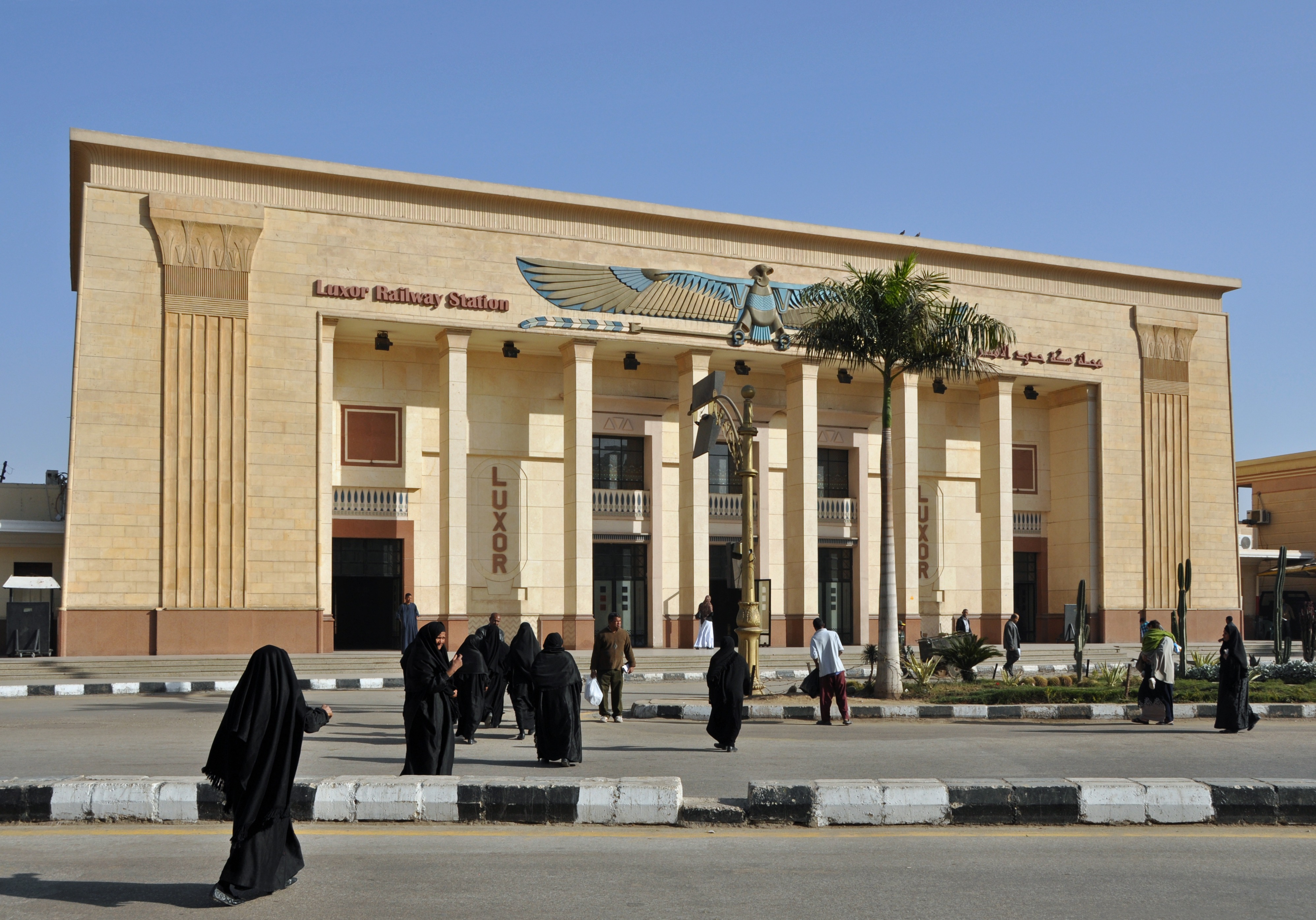
Gare de Louxor.
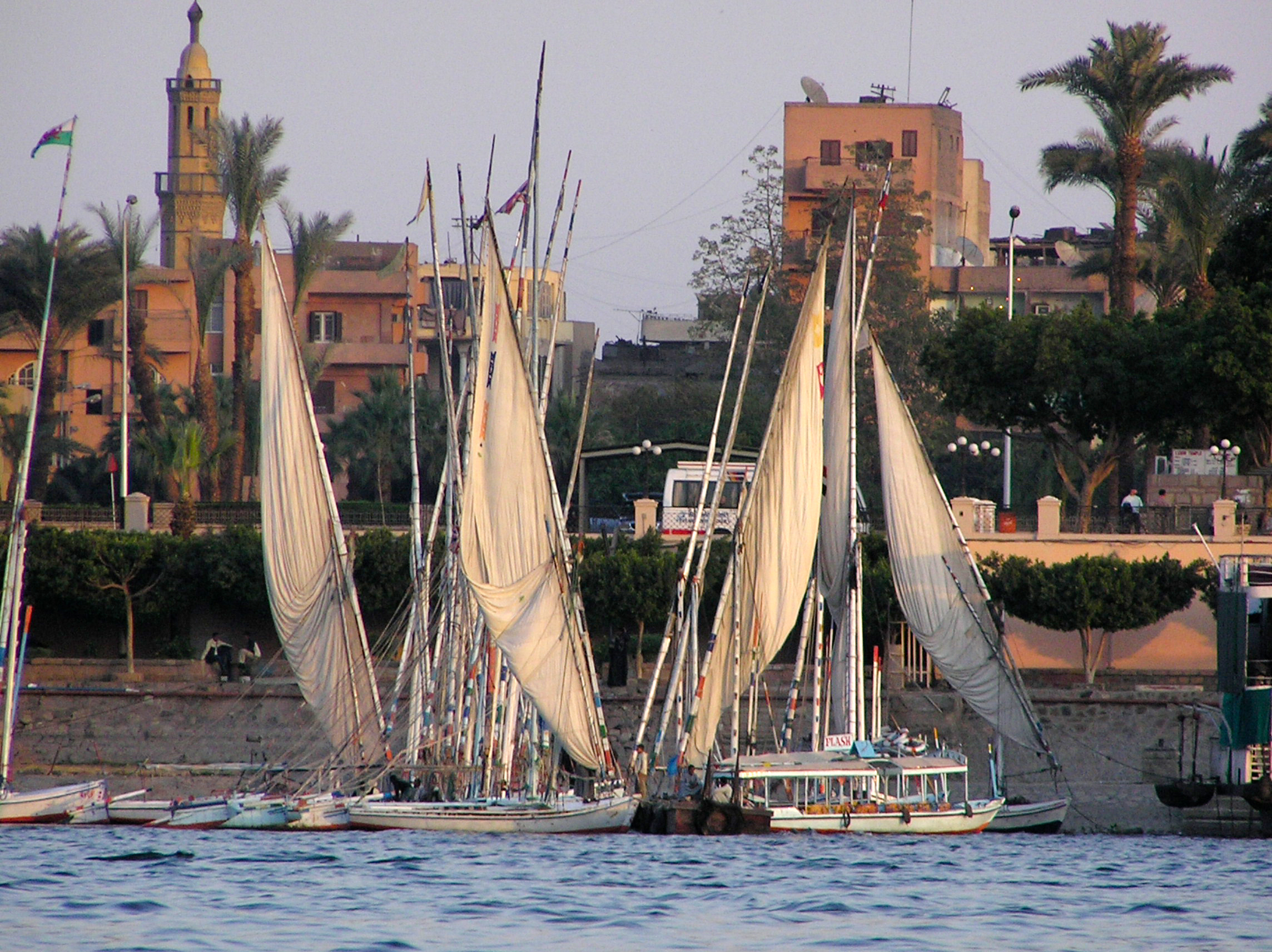
Felouques.
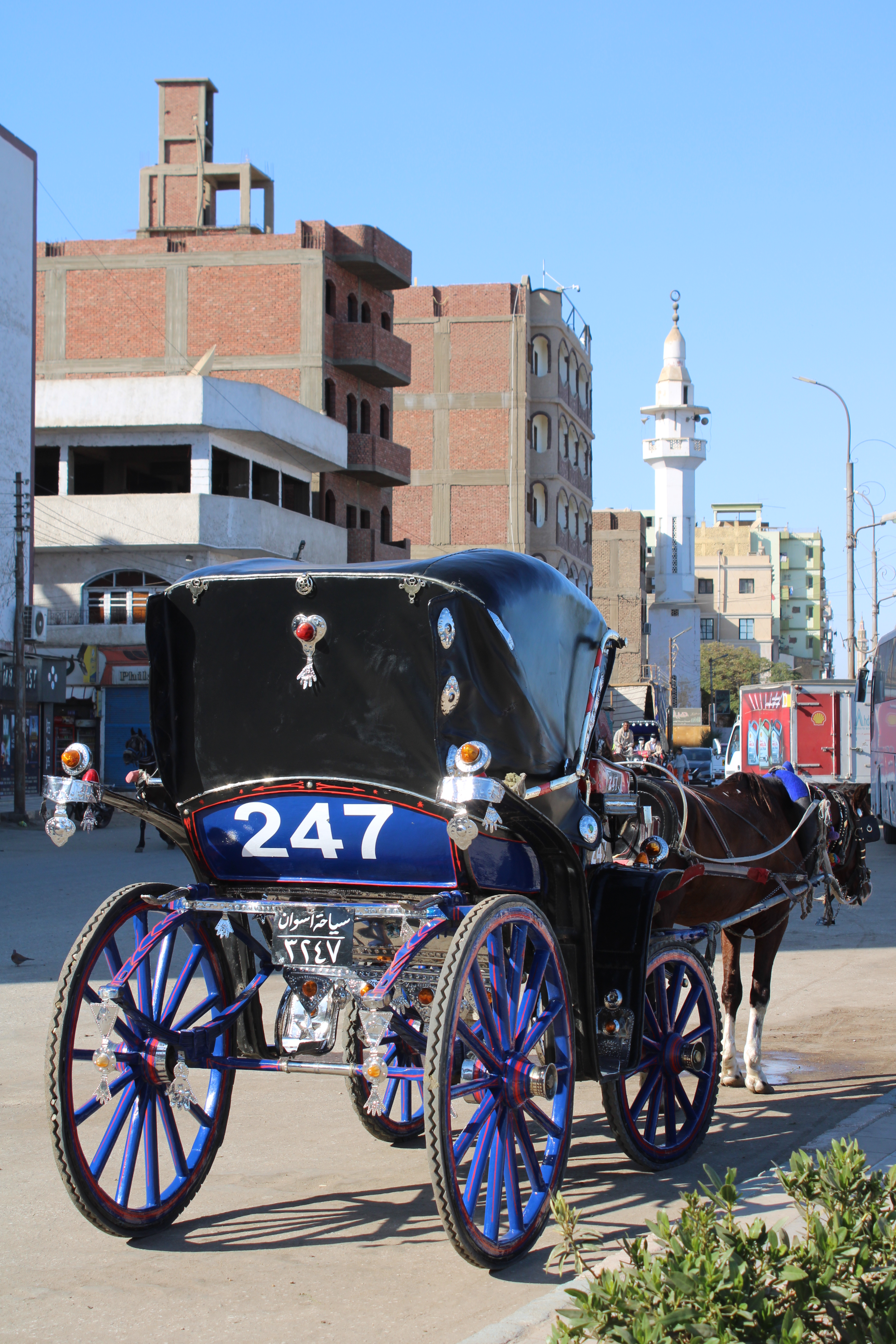
Promenade en calèche.
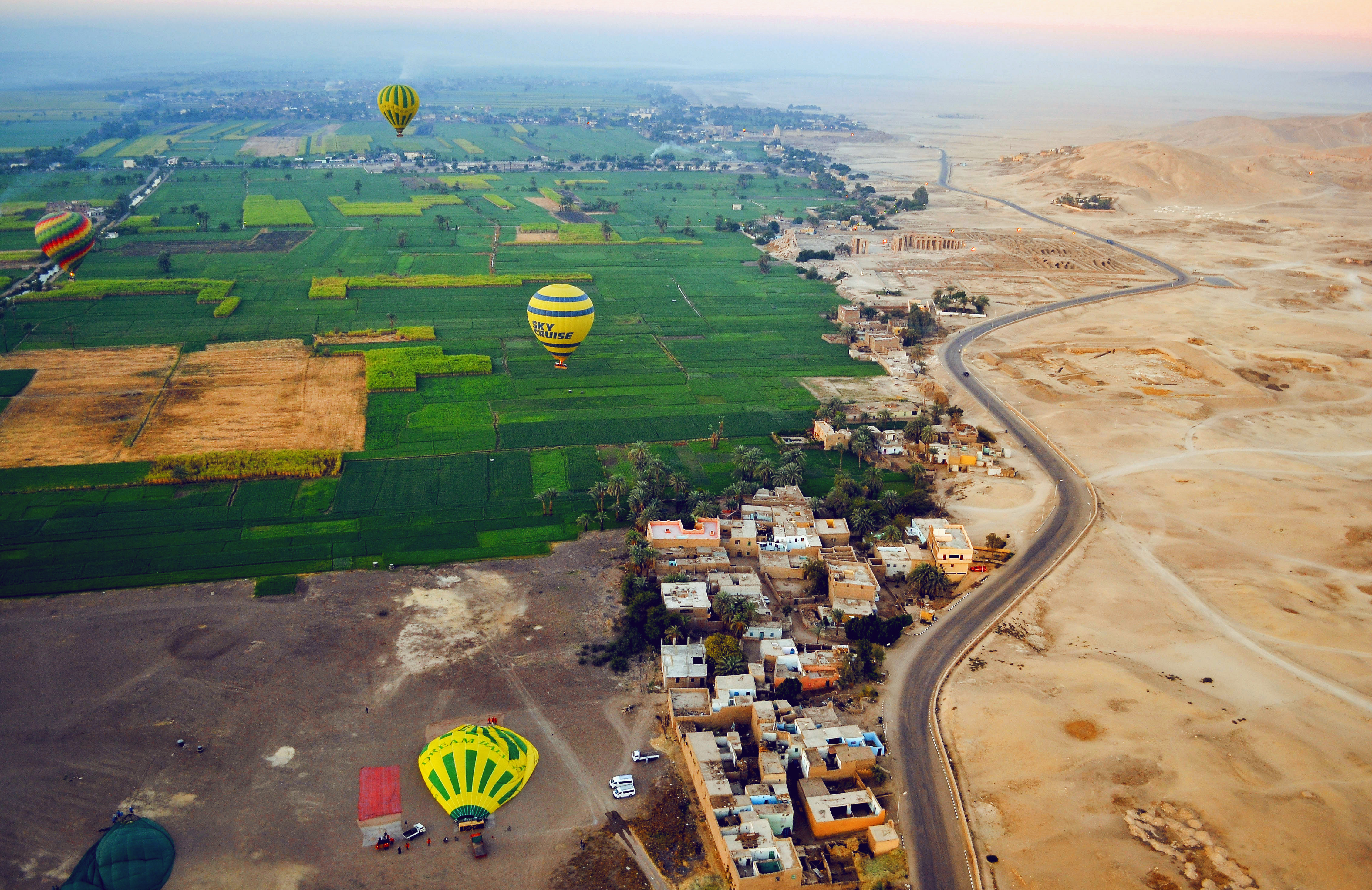
Montgolfières.
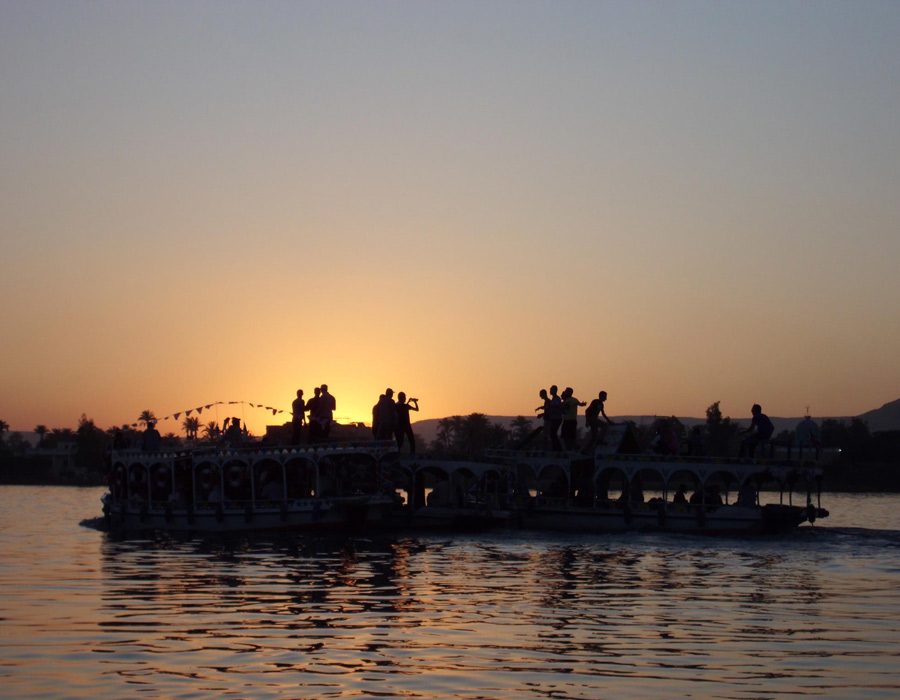
Coucher du soleil.

## Climat

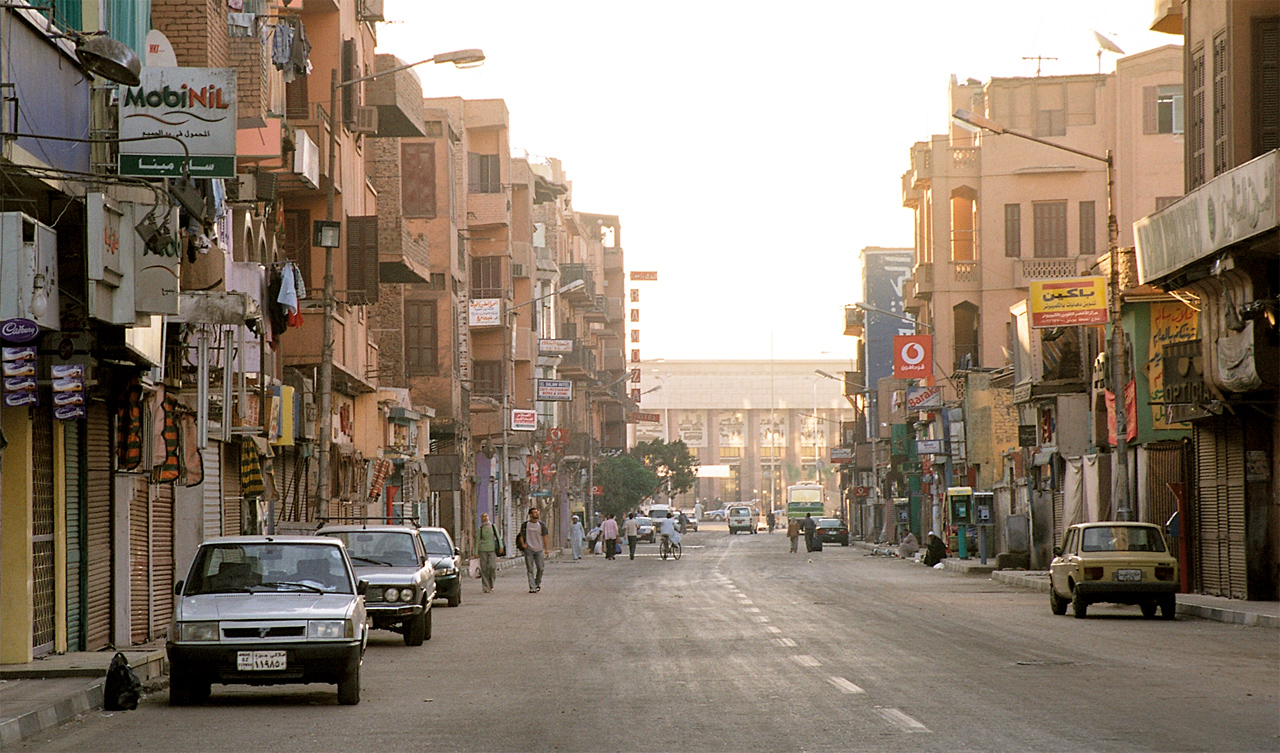
Vue matinale de la 'Sharia Mahattat' (Rue de la Gare), Louxor, Égypte.

Louxor jouit d'un climat désertique chaud (Classification de Köppen BWh) typique du Sahara dans lequel elle se trouve, avec des étés très longs et extrêmement chauds et des hivers courts et très doux. La température moyenne de juin, qui est le mois le plus chaud, est d'environ 42 °C. La température moyenne dépasse 35 °C dès avril. Louxor fait partie des endroits les plus secs et est, avec Assouan, une des villes les plus ensoleillées du monde avec une moyenne annuelle dépassant 4 000 heures par an. Selon l'Observatoire de Météo France, les précipitations annuelles ne dépassent pas 1 mm par an en moyenne. Le record de chaleur a été atteint le 15 mai 1990 avec 50 °C.
| Mois                              | jan. | fév. | mars | avril | mai  | juin | jui. | août | sep. | oct. | nov. | déc. | année |
| --------------------------------- | ---- | ---- | ---- | ----- | ---- | ---- | ---- | ---- | ---- | ---- | ---- | ---- | ----- |
| Température minimale moyenne (°C) | 6,2  | 7,7  | 11,8 | 16,8  | 20,9 | 23   | 24,2 | 23,6 | 21,7 | 17,7 | 11,7 | 7,7  | 15,5  |
| Température moyenne (°C)          | 14,4 | 16,2 | 20,5 | 26    | 29,9 | 32,1 | 32,6 | 31,8 | 30,1 | 26,3 | 20,2 | 15,9 | 22,5  |
| Température maximale moyenne (°C) | 22,6 | 24,8 | 29,3 | 35,3  | 39   | 41,3 | 41   | 40   | 38,6 | 35   | 28,7 | 24,1 | 31,7  |
| Record de froid (°C)              | −0,3 | −1   | 0    | 6,5   | 12,5 | 16   | 19,2 | 19,2 | 15,8 | 9,8  | 3,7  | 0,7  | −1    |
| Record de chaleur (°C)            | 32,9 | 38,5 | 42,2 | 46,2  | 50   | 48,5 | 47,8 | 47   | 46   | 43   | 38,2 | 34,8 | 50    |
| Précipitations (mm)               | 0    | 0    | 0    | 0     | 0    | 0    | 0    | 0    | 0    | 1    | 0    | 0    | 0     |

| Diagramme climatique                                  |          |           |           |         |         |         |         |           |         |           |          |
| J                                                     | F        | M         | A         | M       | J       | J       | A       | S         | O       | N         | D        |
| 22,66,20                                              | 24,87,70 | 29,311,80 | 35,316,80 | 3920,90 | 41,3230 | 4124,20 | 4023,60 | 38,621,70 | 3517,71 | 28,711,70 | 24,17,70 |
| Moyennes : • Temp. maxi et mini °C • Précipitation mm |          |           |           |         |         |         |         |           |         |           |          |